# Academia Real da História Portuguesa

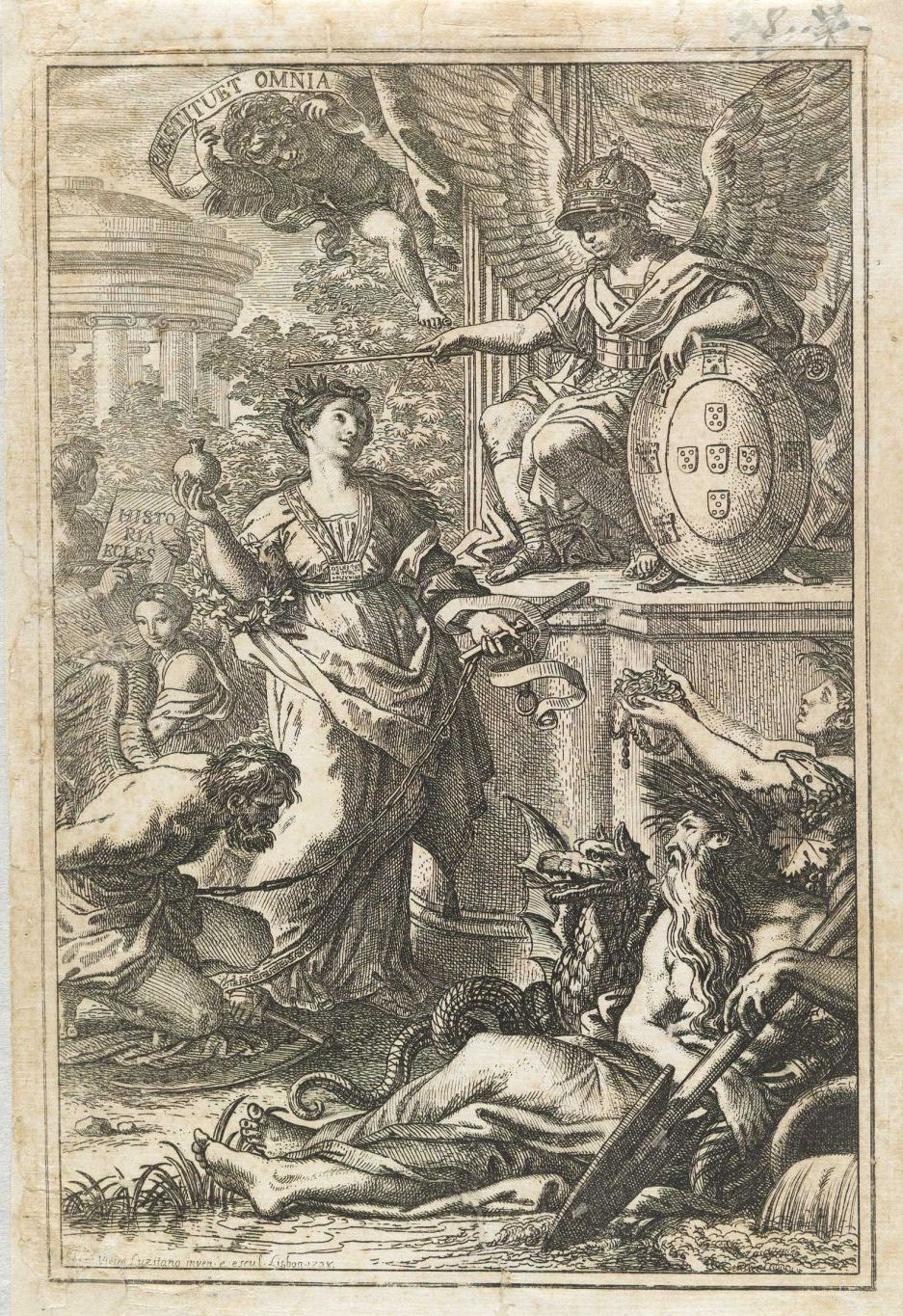
Gravura de Vieira Lusitano alusiva à criação da Academia Real de História Portuguesa.

A Academia Real da História Portuguesa (1720–1776) foi uma instituição académica portuguesa fundada por decreto de 8 de Dezembro de 1720 do rei D. João V de Portugal. A instituição foi uma das manifestações do Iluminismo em Portugal, e tinha como objectivo escrever a história de Portugal e dos seus domínios ultramarinos.
A Academia Real da História Portuguesa foi precursora da Academia Real das Ciências de Lisboa (hoje Academia das Ciências de Lisboa), fundada em 1780, e legou um importante acervo de publicações na sua Colecção dos Documentos e Memórias da Academia Real de História e nas obras individuais dos seus sócios. A instituição extinguiu-se por falta de actividade em 1776, mas a Academia Portuguesa da História, fundada em 1936, reclama-se como sua sucessora.

## História
A instituição deve a sua fundação à acção política de D. António Caetano de Sousa e de D. Francisco Xavier de Meneses (1673-1743), o 4.º conde da Ericeira, que conseguiram obter o interesse do rei D. João V, para o então moderno estudo da História. Esse interesse levou a que, por Decreto de 8 de Dezembro de 1720, a Academia de História Portuguesa, nascida de um conjunto de reuniões iniciadas em 1717 sob o impulso do 4.º conde da Ericeira, ganhasse protecção do monarca, passando a designar-se Academia Real da História Portuguesa.
O seu decreto de fundação determinava que se escreve a história eclesiástica destes reinos e, depois, tudo o que pertencesse à história deles e de suas conquistas. Em consonância com estes objectivos, a divisa da Academia Real de História Portuguesa era a frase latina "Restituet omnia", tradução do seu objectivo de restituir ao mundo o ilustre conjunto de acções gloriosas dos lusitanos.
A Academia estabeleceu-se numa das salas do Palácio dos Duques de Bragança e teve os seus estatutos confirmados por Real Decreto de 4 de Janeiro de 1721. Nesses estatutos estabelecia-se que houvesse 50 académicos de número, os quais se encarregariam de escrever a história eclesiástica, militar e civil de Portugal, gozando as suas publicações de isenção das licenças do Desembargo do Paço e ficando livres de qualquer censura que não fosse a dos quatro censores privativos da Academia. Por Carta Régia de 11 de Janeiro de 1721, os académicos receberam especial autorização facilitando o acesso aos arquivos e cartórios do Reino.
Reformulando a historiografia portuguesa, nesta Academia viriam a confluir o abandono da literatura monástica como principal repositório do conhecimento histórico e uma certa limitação na recolha e tratamento de informação, redundando numa perda de eficácia, compreensível à luz da revolução metodológica pretendida pelos seus membros, embora aparentemente sem a total assimilação dos novos processos.
Apesar dos esforços de um dos seus impulsionadores mais empenhados e ilustrados, D. António Caetano de Sousa, os trabalhos da Academia Real de História Portuguesa redundaram, por vezes, em exercícios retóricos pomposos e não na investigação científica da história a que a instituição se propunha.
Entre os seus membros mais importantes, para além de D. Manuel Caetano de Sousa, registaram-se importantes aristocratas, como Fernão Teles da Silva, marquês de Alegrete, os marqueses de Abrantes, de Fronteira e de Valença, o conde da Ericeira, Manuel Teles da Silva, Diogo Barbosa Machado, Alexandre Ferreira, Jerónimo Contador de Argote, Raphael Bluteau, António dos Reis e o padre Bartolomeu Lourenço de Gusmão, o Pai da Aerostação.
A partir de 1729, começam a surgir os resultados do labor da Academia através da publicação de um conjunto de obras marcantes da historiografia portuguesa:
- Prosas Portuguesas recitadas em diferentes Congressos Académicos, pelo padre D. Raphael Bluteau, 2 tomos em 1 volume, (1728);
- Notícias Cronológicas da Universidade de Coimbra, de Francisco Leitão Ferreira (1729);
- Memórias para a História Eclesiástica do Bispado da Guarda, de Silva Leal (1729);
- Memórias para a História do governo de D. João I, de José Soares da Silva (de 1730 até 1734);
- Memórias para a História Eclesiástica do Arcebispado de Braga, de Jerónimo Contador de Argote (de 1732 até 1747);
- Memória Histórica da Ordem Militar de S. João de Malta, de frei Lucas de Santa Catarina (1734);
- Geografia Histórica dos Estados Soberanos da Europa de frei Lucas de Santa Catarina (1734 e 1736);
- História Genealógica da Casa Real, de António Caetano de Sousa, de que foram publicados 19 volumes de 1735 até 1748, juntamente com os de Provas e Índice;
- Memórias Históricas de Algumas Ordens Militares, de Alexandre Ferreira (1735);
- Memórias para a História de Portugal que compreendem o governo de D. Sebastião, de Diogo Barbosa Machado (de 1736 até 1751 foram publicados os quatro volumes);
- História da Santa Inquisição do Reino de Portugal e suas Conquistas, de Pedro Monteiro (1749 e 1750;
- Memórias para a História da Universidade de Coimbra, de Francisco Leitão Ferreira;
- Vocabulário Latino e Português, do padre Raphael Bluteau,
- Dicionário Geográfico, do padre Luís Cardoso, obra monumental que apenas chegou à letra C devido à interrupção provocada pelo terramoto de 1755.

A história e produção científica da Academia estão patentes na História da Academia de História, publicada por Fernão Teles da Silva, 4.º marquês de Alegrete, e na monumental Colecção dos Documentos e Memórias da Academia Real de História Portuguesa, impressa entre 1721 e 1736 (15 volumes).
Após conhecer esse curto período de florescimento, entrou, a partir de 1736, em lenta decadência, até que desapareceu por volta de 1776.